# Lea Bertani Vozar Newman
Lea Bertani Vozar Newman (geboren am 3. August 1926 in Chicago als Lea Bertani; gestorben am 13. Dezember 2024) war eine amerikanische Literaturwissenschaftlerin, die besonders mit Arbeiten zur amerikanischen Romantik hervorgetreten ist.

## Leben
Sie wuchs als Tochter italienischer Einwanderer in Chicagos Little Italy auf und studierte am Chicago Teachers College (heute der Northeastern Illinois University angeschlossen; B.A. 1947) und an der Wayne State University (M.A. 1966). 1979 promovierte sie an der University of Massachusetts at Amherst mit einem Forschungsüberblick zur Rezeption der Kurzgeschichten Nathaniel Hawthornes zum Ph.D.
Ihre Lehrtätigkeit begann sie 1965 am Macomb County Community College, wechselte nach einem Jahr zur Pennsylvania State University in Schuylkill Haven und 1968 schließlich zum North Adams State College (heute Massachusetts College of Liberal Arts). 1981 wurde sie hier ordentliche Professorin, 1992 emeritiert.

## Werke
- A Reader's Guide to the Short Stories of Nathaniel Hawthorne. G. K. Hall, Boston 1979,  ISBN 0-8161-8398-8.
- A Reader's Guide to the Short Stories of Herman Melville. G. K. Hall, Boston 1986, ISBN 0-8161-8653-7.
- Robert Frost: The People, Places, and Stories behind His New England Poetry. New England Press, Shelburne VT 2000, ISBN 1-881535-39-8.
- Growing up Italian in Chicago: A Memoir. Bertani Books, Bennington VT 2003, ISBN 978-0-9746389-0-4.
- Emily Dickinson: "Virgin recluse" and Rebel: 36 Poems, Their Backstories, Her Life. Shires Press, Manchester VT 2013, ISBN 978-0-9746389-8-0.

## Sekundärliteratur
- Lea Bertani Vozar Newman. In: Contemporary Authors Online. Detroit: Gale, 2001. Literature Resource Center. Web. 12 Apr. 2014. <http://go.galegroup.com.345616308.erf.sbb.spk-berlin.de/ps/i.do?id=GALE%7CH1000072786&v=2.1&u=sbbpk&it=r&p=LitRC&sw=w&asid=365f0cf66cd8ba237dca88f8043f2f54> (Zugriff beschränkt, eingesehen am 12. April 2014)